# Georg Constantin Bouris

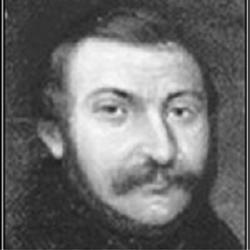
Georgios Vouris

Georg Constantin Bouris oder Georgios Vouris (Γεώργιος Βούρης, * 1802 in Wien; † 14. Juli 1860 ebenda) war ein griechisch-österreichischer Astronom und erster Direktor der Athener Sternwarte.

## Leben
Die Familie von Bouris war im 18. Jahrhundert aus Ioannina nach Wien geflüchtet, wo sie von Ali Pascha verfolgt wurden. Bouris' Vater war ein wohlhabender Kaufmann. Georg Constantin Bouris studierte an der Universität Wien Philosophie und Jura, ließ aber beide Fächer zugunsten seiner Leidenschaft für die Astronomie fallen. Wenngleich er bei Andreas von Ettingshausen und Joseph Johann von Littrow studierte, bildete er sich auch autodidaktisch weiter. 1826 übernahm er die Leitung der griechischen Schule in Wien, die er für zehn Jahre innehatte, in diese Zeit fällt auch seine Bahnberechnung des Bielaschen Kometen an der k.u.k. Sternwarte in Wien. Ab 1836 lehrte er an der Universität Athen Physik, musste die Stelle jedoch abgeben und entschied sich, gänzlich aus dem Staatsdienst auszuscheiden.
Georg Constantin Bouris wurde erster Direktor der Athener Sternwarte, die von Baron Simon von Sina gestiftet wurde. Bouris übernahm auch die Planung des Baus am Nymphenhügel und wählte die Ausstattung des Gebäudes. Nach seiner Erkrankung wurde er in Athen von Johann Friedrich Julius Schmidt abgelöst, ging nach Deutschland zur Kur und starb dann in seiner Heimatstadt Wien.